# 카스텔프랑코디소토

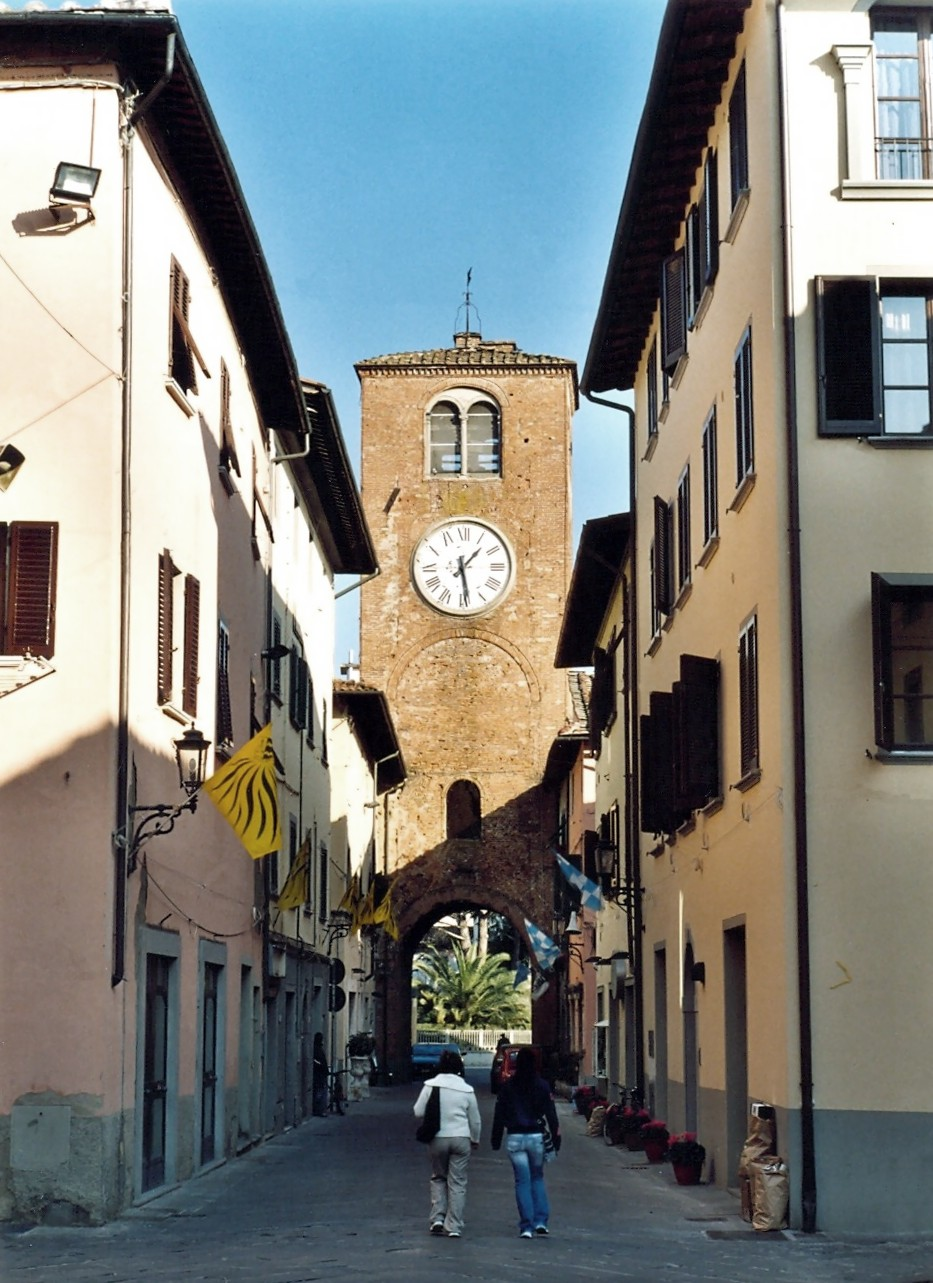
중세 시대에 건립된 카스텔프랑코디소토의 탑

카스텔프랑코디소토(이탈리아어: Castelfranco di Sotto)는 이탈리아 토스카나주 피사도에 위치한 코무네로 면적은 48.4km2, 높이는 16m, 인구는 12,179명(2008년 10월 31일 기준), 인구 밀도는 250명/km2이다. 피렌체에서 서쪽으로 약 40km, 피사에서 동쪽으로 약 30km 정도 떨어진 곳에 위치한다.